# 衛生要因
衛生要因（えいせいよういん）とは経営学用語の一つ。これは心理学者であるフレデリック・ハーズバーグによって提唱された概念である。企業において衛生というのは、従業員が置かれている状況に対する満足や不満足となる要因の一つであるということである。従業員による企業への不満が存在するならば、衛生要因に欠けているということである。衛生要因とされる事柄としては作業場所や休憩時間や報酬などといった事柄が存在している。企業の示している方針や業務内容、また仕事が行われる際の上司などといった共に働く人間との関係も衛生要因ということになる。